# Maria Pankratz
Maria Pankratz (n. 18 de septiembre de 1965, Kazajistán) es una actriz de cine kazajo-alemana.

## Biografía
Maria nació en 1967 en Kazajistán, en el seno de una familia de menonitas de Rusia. Ella pertenece a la minoría de alemanes étnicos conocidos como alemanes de Kazajistán, cuyo origen en ese país se debe a las deportaciones de alemanes étnicos llevadas a cabo por orden de Stalin. Tras el colapso de la Unión Soviética y la consecuente apertura de fronteras, Maria se mudó con su familia a Alemania. Ella habla alemán, ruso, inglés y plautdietsch o bajo alemán menonita.
Su actuación en la cinta Luz silenciosa le ganó el Premio Ariel a la Mejor Actriz por la Academia Mexicana de Artes y Ciencias Cinematográficas. En la cinta interpreta el papel de Marianne, una mujer de una comunidad menonita del norte de México que es amante de Johan, un esposo infiel.

## Filmografía
- Luz silenciosa (Carlos Reygadas, 2007) como Marianne.